# Lliga de Campions masculina de la CEV
La Lliga de Campions masculina de la CEV és la màxima competició europea per a clubs masculins de voleibol. És organitzada per la Confederació Europea de Voleibol (CEV).
Creada al 1959, fins al 2000 se la va conèixer com a Copa d'Europa de Voleibol o Copa de Campions.
- Copa de Campions (1960/61 - 1999/00)
- European Champions League (2000/01 - 2007/08)
- CEV Champions League (2008/09 - Act.)

## Historial

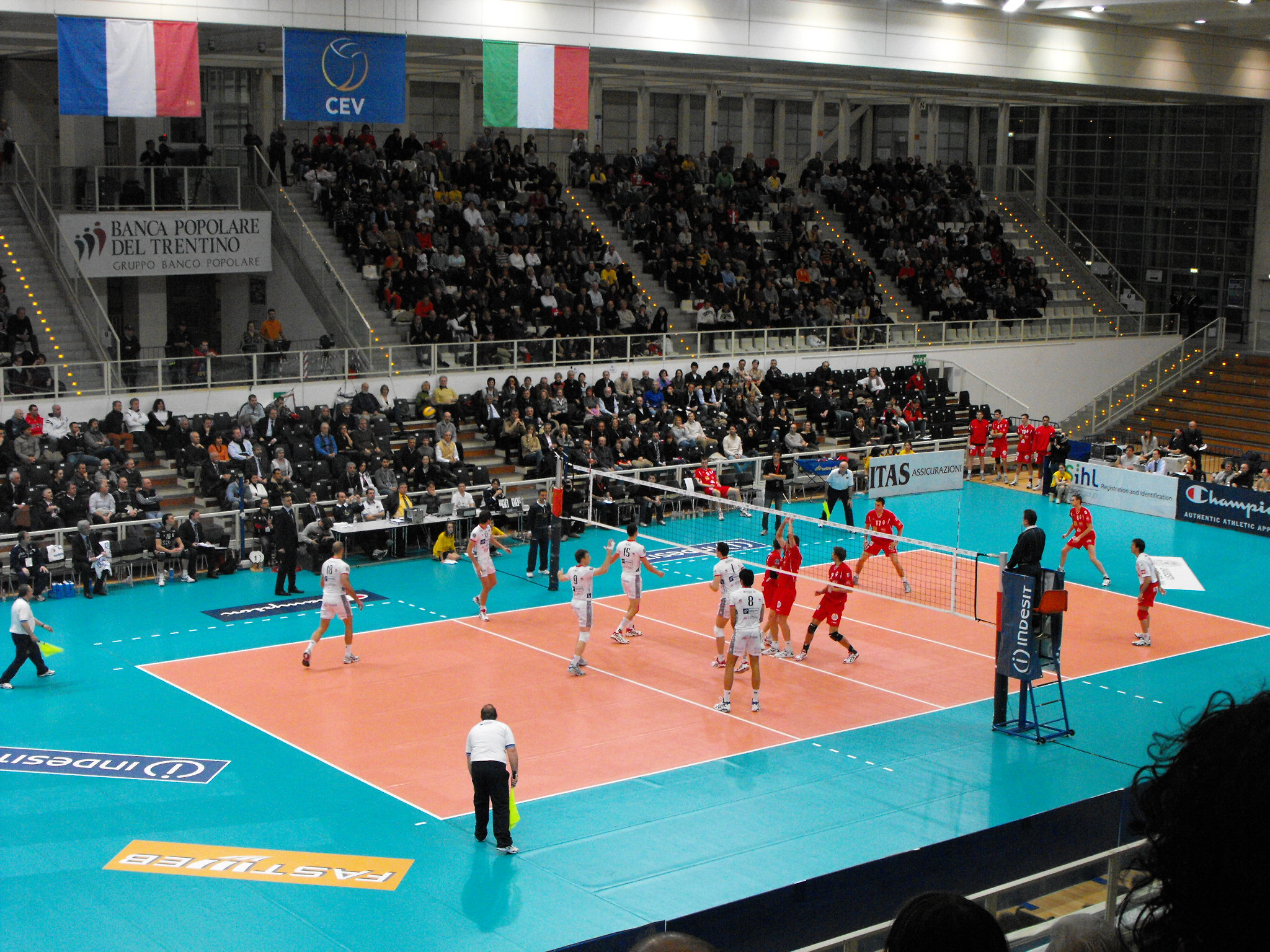
Partit entre els equips Trentino Volley i Beauvais Oise, a la CEV Champions League 2008-2009.

| Temporada                 | Campió                                                             | Finalista                                                          |
| ------------------------- | ------------------------------------------------------------------ | ------------------------------------------------------------------ |
| Copa de Campions          |                                                                    |                                                                    |
| 1959-60                   | CSKA Moscou                                                        | Rapid Bucarest                                                     |
| 1960-61                   | Rapid Bucarest                                                     | CSKA Moscou                                                        |
| 1961-62                   | CSKA Moscou                                                        | Rapid Bucarest                                                     |
| 1962-63                   | Rapid Bucarest                                                     | CSKA Moscou                                                        |
| 1963-64                   | SC Leipzig                                                         | Mladost Zagreb                                                     |
| 1964-65                   | Rapid Bucarest                                                     | Minyor Pernik                                                      |
| 1965-66                   | Dinamo Bucarest                                                    | Rapid Bucarest                                                     |
| 1966-67                   | Dinamo Bucarest                                                    | Rapid Bucarest                                                     |
| 1967-68                   | Spartak Brno                                                       | Dinamo Bucarest                                                    |
| 1968-69                   | CSKA Sofia                                                         | Steaua Bucarest                                                    |
| 1969-70                   | Burevestnik Alma-Ata                                               | Zetor Zbrojovka Brno                                               |
| 1970-71                   | Burevestnik Alma-Ata                                               | Zetor Zbrojovka Brno                                               |
| 1971-72                   | Zetor Zbrojovka Brno                                               | AMVJ Amstelveen                                                    |
| 1972-73                   | CSKA Moscou                                                        | Resovia Rzeszów                                                    |
| 1973-74                   | CSKA Moscou                                                        | Dinamo Bucarest                                                    |
| 1974-75                   | CSKA Moscou                                                        | SC Leipzig                                                         |
| 1975-76                   | Dukla Libereč                                                      | Slavia Sofia                                                       |
| 1976-77                   | CSKA Moscou                                                        | Dinamo Bucarest                                                    |
| 1977-78                   | Płomień Milowice                                                   | Starlift Voorburg                                                  |
| 1978-79                   | Červená hvězda Bratislava                                          | Steaua Bucarest                                                    |
| 1979-80                   | Pallavolo Torino                                                   | Červená hvězda Bratislava                                          |
| 1980-81                   | Dinamo Bucarest                                                    | CSKA Moscou                                                        |
| 1981-82                   | CSKA Moscou                                                        | Pallavolo Torino                                                   |
| 1982-83                   | CSKA Moscou                                                        | AS Cannes                                                          |
| 1983-84                   | Pallavolo Parma                                                    | Mladost Zagreb                                                     |
| 1984-85                   | Pallavolo Parma                                                    | Mladost Zagreb                                                     |
| 1985-86                   | CSKA Moscou                                                        | Pallavolo Parma                                                    |
| 1986-87                   | CSKA Moscou                                                        | Modena Volley                                                      |
| 1987-88                   | CSKA Moscou                                                        | Modena Volley                                                      |
| 1988-89                   | CSKA Moscou                                                        | Modena Volley                                                      |
| 1989-90                   | Modena Volley                                                      | AS Fréjus                                                          |
| 1990-91                   | CSKA Moscou                                                        | Pallavolo Parma                                                    |
| 1991-92                   | Porto Ravenna Volley                                               | Olympiakos                                                         |
| 1992-93                   | Porto Ravenna Volley                                               | Pallavolo Parma                                                    |
| 1993-94                   | Porto Ravenna Volley                                               | Pallavolo Parma                                                    |
| 1994-95                   | Volley Treviso                                                     | Porto Ravenna Volley                                               |
| 1995-96                   | Modena Volley                                                      | ASV Dachau                                                         |
| 1996-97                   | Modena Volley                                                      | Noliko Maaseik                                                     |
| 1997-98                   | Modena Volley                                                      | CV Almería                                                         |
| 1998-99                   | Volley Treviso                                                     | Noliko Maaseik                                                     |
| 1999-00                   | Volley Treviso                                                     | VfB Friedrichshafen                                                |
| European Champions League |                                                                    |                                                                    |
| 2000-01                   | Paris Volley                                                       | Volley Treviso                                                     |
| 2001-02                   | AS Volley Lube                                                     | Olympiakos                                                         |
| 2002-03                   | Lokomotiv Belgorod                                                 | Modena Volley                                                      |
| 2003-04                   | Lokomotiv Belgorod                                                 | Iskra Odintsovo                                                    |
| 2004-05                   | Tours VB                                                           | Iraklis                                                            |
| 2005-06                   | Volley Treviso                                                     | Iraklis                                                            |
| 2006-07                   | VfB Friedrichshafen                                                | Tours VB                                                           |
| 2007-08                   | Dinamo Kazan                                                       | Volley Piacenza                                                    |
| CEV Champions League      |                                                                    |                                                                    |
| 2008-09                   | Trentino Volley                                                    | Iraklis                                                            |
| 2009-10                   | Trentino Volley                                                    | Dinamo Moscou                                                      |
| 2010-11                   | Trentino Volley                                                    | Zenit Kazan                                                        |
| 2011-12]                  | Zenit Kazan                                                        | Skra Bełchatów                                                     |
| 2012-13                   | Lokomotiv Novossibirsk                                             | Piemonte Volley                                                    |
| 2013-14                   | VC Belogorie                                                       | Halkbank Ankara                                                    |
| 2014-15                   | Zenit Kazan                                                        | Resovia Rzeszów                                                    |
| 2015-16                   | Zenit Kazan                                                        | Trentino Volley                                                    |
| 2016-17                   | Zenit Kazan                                                        | Sir Safety Umbria Volley                                           |
| 2017-18                   | Zenit Kazan                                                        | Volley Lube                                                        |
| 2018-19                   | Volley Lube                                                        | Zenit Kazan                                                        |
| 2019-20                   | Temporada cancel·lada per la Pandèmia per coronavirus de 2019-2020 | Temporada cancel·lada per la Pandèmia per coronavirus de 2019-2020 |
| 2020-21                   | ZAKSA Kędzierzyn-Koźle                                             | Trentino Volley                                                    |